# Galeodes mauryi
Galeodes mauryi är en spindeldjursart som beskrevs av Harvey 2002. Galeodes mauryi ingår i släktet Galeodes och familjen Galeodidae. Inga underarter finns listade i Catalogue of Life.